# Europa Verlag

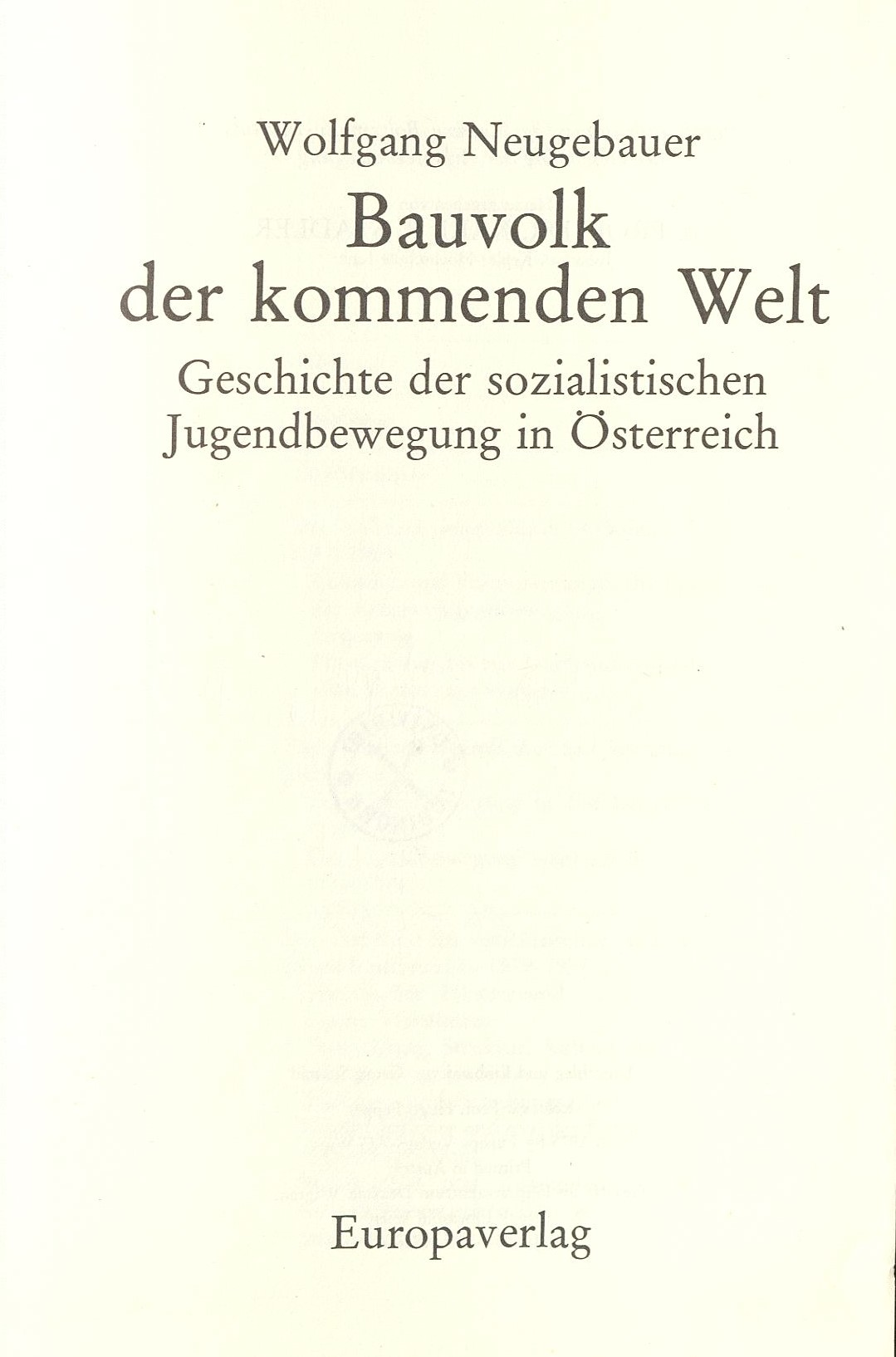
Wolfgang Neugebauer: Bauvolk (1975)

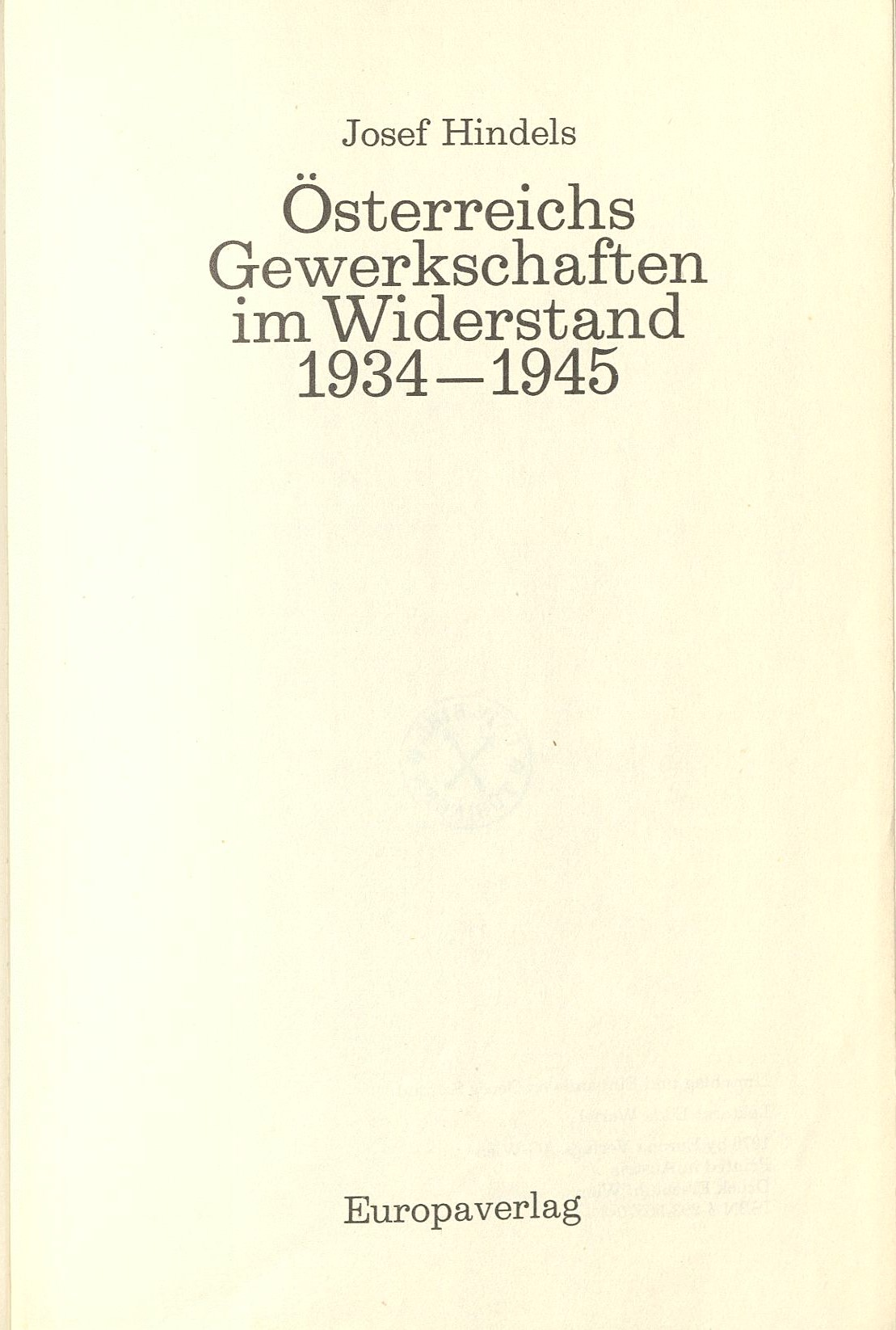
Josef Hindels: Österreichs Gewerkschaften im Widerstand 1934–1945 (1976)

Der Europa Verlag ist ein Buchverlag mit Sitz in München. In Berlin wird eine Zweigstelle unterhalten. Mit Wirkung zum 1. Dezember 2015 hat er den gleichnamigen Schweizer Verlag, die Europa-Verlag Aktiengesellschaft mit Sitz in Zürich, übernommen.

## Geschichte
Der Verlag wurde 1933 von Emil Oprecht in der Schweiz gegründet, um verfolgten Autoren und verbotenen Manuskripten ein Forum zu bieten. Der Verlag galt damit während der Zeit des Nationalsozialismus als sogenannter „Emigrantenverlag“. Auch war der Europa Verlag einer der wichtigsten Theaterverlage der damaligen Zeit. Emil Oprecht gehörte zu den legendären Verlegern des 20. Jahrhunderts, der in täglichem Kampf für die Unterstützung Verfolgter, gegen zunehmenden Druck auch der schweizerischen Zensur und gegen alle ökonomischen Widerstände aufrecht blieb. In dem halben Jahrhundert des Bestehens seines Verlages standen im Programm Autoren und Bücher im Vordergrund, die für die Würde und Freiheit des Menschen eintraten.
Zu den aktuellen Autoren zählt der Politikwissenschaftler Viktor Martinowitsch, der russische Dissident Michail Chodorkowski, die polnische Aktivistin Klementyna Suchanow, der neurechte Matthias Matussek, der Publizist Henryk M. Broder und Swetlana Gannushkina, die Mitbegründerin der russischen Menschenrechtsorganisation MEMORIAL. Zuvor veröffentlichte der Verlag das Buch "Mein Kampf – gegen Rechts" sowie den Bestseller "Inside AFD" von Franziska Schreiber. Historisch verlegte man unter anderem Konrad Heiden, Luigi Bartolini, Willy Brandt, Albert Einstein, Arthur Koestler, Thor Kunkel, Carlo Levi, Phyllis Omido, Curt Riess, Bertrand Russell und Ben Salomo. Unter den zeitgenössischen Autoren sind Graeme Macrae Burnet, Federica de Cesco, Rodica Doehnert, Charles Eisenstein, Christian Hardinghaus, Jan İlhan Kızılhan, Klaus-Rüdiger Mai, Saskia Noort, Kim Un-su, Angelika Waldis, André Françios-Poncet, Rüdiger Sünner, Simon Wiesenthal und Thomas Mann.
Im Jahre 2015 hat der Europa Verlag München und Berlin den Europa Verlag Zürich übernommen.

## Die Wiener Tochter
Auch der 1946 von Oprecht in Wien gegründete Schwesterverlag, der 1947 sein erstes Programm vorlegte, sah es als seine Aufgabe an, der in Zürich begründeten Tradition zu folgen und ‚im Ringen der Anschauungen für europäischen Geist und humanitäre Gesinnung eine Tribüne zu sein‘. Im Jahr nach Oprechts Tod, 1953, ging das Wiener Unternehmen an den Österreichischen Gewerkschaftsbund, der das Werk von Arthur Koestler fortsetzte, Manès Sperber entdeckte und ein allgemeines Belletristik- und Sachbuch-Programm verlegte. Vierzig Jahre später, 1993, wurde der Wiener Verlag stillgelegt, der Europa Verlag ging in den Besitz von Otto Wolff von Amerongen und Sal. Oppenheim über und zog nach München, später dann, nach dem Erwerb durch die Senator Entertainment AG nach Hamburg. Im Jahr 2005 wurden die verlegerischen Aktivitäten vorübergehend eingestellt.
Im Jahre 2012 wurde der Europa Verlag von dem deutschen Verleger Christian Strasser übernommen und der Sitz nach München verlagert.
Im Jahre 2015 hat der Europa Verlag München und Berlin den Europa Verlag Zürich übernommen. Seit April 2017 gehört auch der Berliner Golkonda-Verlag zum Europa Verlag.
Im Jahre 2019 meldete der Verlag Insolvenz in Eigenverwaltung an. Im Jahr darauf kaufte Verleger Strasser 100 % der Rechte zurück.